# Andover and District Football League
Andover and District Football League là một giải bóng đá Anh, chỉ có một hạng đấu nằm ở Cấp độ 13 trong Hệ thống các giải bóng đá ở Anh, góp đội cho Hampshire Premier League Division One.

## Các câu lạc bộ mùa giải 2015–16
Division One
- Andover Lions Dự bị
- Andover New Street Swifts
- Broughton Dự bị
- CK Andover
- King's Somborne
- Kingsclere
- Over Wallop
- South Wonston Swifts
- Sparten
- Sutton Scotney

## Đội vô địch
- 2008–09 – Borough Arms[1]